# Kantou (Chipre)
Kantou (en griego: Καντού, en turco: Kandu o Çanakkale) es un pueblo en el Distrito de Limasol de Chipre, situado a 2 km al norte de Erimi. Antes de 1960, el pueblo estaba habitado casi exclusivamente por turcochipriotas. Con la invasión turca de 1974, la población se refugió en la Base británica de Akrotiri a la espera de ser reubicados en la parte norte.
Actualmente el pueblo está habitado principalmente por grecochipriotas desplazados desde el norte. La mayoría de ellos estuvieron inicialmente en un campo de refugiados después de huir hacia el sur, para posteriormente trasladarse a Kantou en diciembre de 1975 después de que el gobierno de la República de Chipre reparara las casas vacías turcochipriotas de la aldea. El último censo chipriota de 2001 dio una población total de 397 personas.
La larga historia de Kantou quedó demostrada por recientes excavaciones. En Koufovounos, a dos kilómetros del pueblo, fueron desenterrados utensilios de piedra. Lo más probable es que el yacimiento se remonte al Neolítico tardío (4500-3800 a.E.).